# Barna gyapjasmadár
A barna gyapjasmadár (Drepanis funerea) a madarak osztályának verébalakúak (Passeriformes) rendjébe és a pintyfélék (Fringillidae) családjába tartozó kihalt faj.

## Rendszerezés
A fajt korábban a különálló gyapjasmadárfélék (Drepanididae) családba sorolták.

## Előfordulása
A Hawaii szigetekhez tartozó Molokai és Maui szigeten élt.

## Megjelenése
Testhossza 20 centiméter volt, lefelé görbülő csőrrel. Tollazata fekete vagy sötétbarna volt.

## Életmódja
Nektárral táplálkozott.

## Kihalása
Kihalását az élőhelye elvesztése és a betelepített állatok okozták. Utoljára 1907-ben látták.